# 테베사주

테베사주

테베사주(아랍어: ولاية تبسة)는 알제리 북동부에 위치한 주로, 주도는 테베사이며 면적은 14,227km2, 인구는 657,227명(2008년 기준)이다.